# Ommasicera chaetosa
Ommasicera chaetosa är en tvåvingeart som beskrevs av Townsend 1911. Ommasicera chaetosa ingår i släktet Ommasicera och familjen parasitflugor.
Artens utbredningsområde är Peru. Inga underarter finns listade i Catalogue of Life.